# اکین دلیگوز
اکین دلیگوز (به ترکی استانبولی: Ekin Deligöz) زاده ۱۹۷۱ در شهر توقات ترکیه؛ سیاست‌مدار ترک آلمان که یکی از اعضای حزب اتحاد ۹۰/سبزها می‌باشد و در حال حاضر به عنوان یک عضو مجلس فدرال آلمان خدمت می‌کند. اکید دلیگوز اصالتاً ترک می‌باشد که به همراه والدینش در ۸ سالگی به آلمان غربی مهاجرت کردند. وی دارای تحصیلات عالیه از دانشگاه وین و کنستانتس می‌باشد. طریقه پیوستن وی به حزب سبزها به عنوان یک عضو دانشجویی بوده‌است. اکین دلیگوز از انتخابات پارلمانی سال ۲۰۰۲، ۲۰۰۵، ۲۰۰۹ و ۲۰۱۳ در چهار دوره متوالی به بوندستاگ راه یافته‌است. وی در آخرین مرحله که در سال ۲۰۱۳ به عنوان نماینده، وارد پارلمان آلمان شد، جزء ۷ زن سیاست‌مدار پارلمان آلمان و یکی از ۱۱ سیاست‌مدار ترک تباری می‌باشد که موفق به کسب یک کرسی در مجلس شد.